# Коноплёв, Владислав Сергеевич
Владислав Сергеевич Коноплёв (род. 29 сентября 1997, Ливны, Орловская область, Россия) — российский актёр.

## Биография
Родился 29 сентября 1997 года в городе Ливны, Орловской области. В 2020 году окончил ВГИК (мастерская Александра Михайлова). В 2019 году исполнил главную роль Алекса Лютого в сериале «Алекс Лютый», которая принесла актёру известность. В 2021 году исполнил главную роль Микки в сериале «Моя большая тайна». Широкую известность получил в 2023 году, сыграв главную роль Андрея Князева (Князя) в сериале «Король и Шут».

## Фильмография
| Год  |    | Название                               | Роль                     |
| ---- | -- | -------------------------------------- | ------------------------ |
| 2015 | с  | Универ. Новая общага                   | студент                  |
| 2015 | с  | Последний мент                         | Слава                    |
| 2016 | с  | Восьмидесятые                          | студент                  |
| 2016 | с  | Родные люди                            | Имя персонажа не указано |
| 2017 | ф  | Ваш репетитор                          | друг Саввы               |
| 2017 | с  | Свидетели                              | Руслан                   |
| 2017 | с  | Частица Вселенной                      | одноклассник Каманина    |
| 2018 | с  | Крепкая броня                          | курсант Белкин           |
| 2018 | ф  | Московские тайны - 3. Опасный переплёт | Сергей Сомов             |
| 2018 | с  | Мамы чемпионов                         | Петя Овсянкин            |
| 2019 | с  | Алекс Лютый                            | Алекс Лютый              |
| 2019 | с  | Отчаянные                              | Имя персонажа не указано |
| 2019 | ф  | Пиковая дама: Зазеркалье               | Кирилл                   |
| 2021 | с  | Моя большая тайна                      | Микки                    |
| 2022 | ф  | Дополнительный урок                    | Сергей Марченко          |
| 2022 | с  | Капкан на судью                        | Эдик                     |
| 2022 | с  | Молчание (3-я серия)                   | Игнат Савушкин, шофёр    |
| 2022 | ф  | Тибра                                  | Алексей Шурупов «Шуруп»  |
| 2023 | с  | Король и Шут                           | Андрей Князев, «Князь»   |
| 2023 | тф | Король и Шут: Сказка о Горшке и Князе  | Андрей Князев, «Князь»   |
| 2023 | с  | Немодельное агентство                  | Денис                    |
| 2023 | с  | Отмороженные                           | Фил                      |
| TBA  | ф  | Король и Шут. Навсегда                 | Андрей Князев, «Князь»   |
| 2024 | ф  | Чистый лист                            | Имя персонажа не указано |